# طواف بكين 2013
طواف بكين 2013 (بالإنجليزية: 2013 Tour of Beijing)‏ هو سباق دراجات هوائية أقيم بتاريخ 11–15 أكتوبر 2013، تكون السباق من 5 مراحل وامتدّ لمسافة 835.5 كم.